# Lübeck Hauptbahnhof
Lübeck Hauptbahnhof is een spoorwegstation in de Duitse stad Lübeck. Het station werd in 1908 geopend. 
0,0: Lübeck Hbf ·
6,0: Bad Schwartau ·
10,6: Ratekau ·
15,8: Timmendorfer Strand ·
18,7: Scharbeutz ·
23,0: Haffkrug ·
25,4: Sierksdorf ·
29,1: Neustadt (Holst) Gbf ·
34,5: Hasselburg ·
38,4: Groß Schlamin ·
41,7: Beschendorf ·
45,0: Lensahn ·
47,1: Grüner Hirsch ·
52,3: Oldenburg (Holst) ·
56,6: Göhl ·
61,4: Heringsdorf (Holst) ·
64,4: Neukirchen (Holst) ·
(39,6: Lütjenbrode ·
43,4: Heiligenhafen) ·
70,5: Großenbrode ·
77,8: Strukkamp ·
Burg (Fehmarn) West ·
88,6: Puttgarden
0,0: Lübeck Hbf ·
7,5: Reecke-Niendorf ·
15,8: Reinfeld (Holst) ·
23,9: Bad Oldesloe ·
30,0: Kupfermühle ·
35,4: Bargteheide ·
39,9: Ahrensburg-Gartenholz ·
42,4: Ahrensburg ·
51,0: Hamburg-Rahlstedt Bbf ·
51,7: Hamburg-Rahlstedt ·
54,4: Hamburg-Tonndorf ·
58,2: Hamburg-Wandsbek ·
59,7: Hamburg Hasselbrook ·
62,3: Hamburg Berliner Tor ·
Hamburg Lübecker Bf ·
63,9: Hamburg Hbf
0,0: Lübeck Hbf ·
4,4: Lübeck Hochschulstadtteil ·
7,4: Lübeck-Flughafen ·
7,7: Blankensee ·
13,6: Pogeez ·
20,0: Ratzeburg ·
29,2: Mölln (Lauenburg) ·
39,4: Güster ·
41,4: Roseburg ·
47,6: Büchen